# Белокръст брегобегач
Белокръст брегобегач (Calidris fuscicollis) е вид птица от семейство Бекасови (Scolopacidae).

## Разпространение и местообитание
Разпространен е в Американските Вирджински острови, Ангуила, Антигуа и Барбуда, Аржентина, Аруба, Барбадос, Бахамските острови, Белиз, Бермудските острови, Боливия, Бразилия, Британските Вирджински острови, Венецуела, Гваделупа, Гватемала, Гвиана, Доминика, Доминиканската република, Еквадор, Кайманови острови, Канада, Колумбия, Коста Рика, Куба, Мартиника, Мексико, Монсерат, Никарагуа, Панама, Парагвай, Перу, Пуерто Рико, САЩ, Сейнт Винсент и Гренадини, Сейнт Китс и Невис, Сейнт Лусия, Сен Пиер и Микелон, Суринам, Тринидад и Тобаго, Търкс и Кайкос, Уругвай, Фолкландски острови, Френска Гвиана, Хаити, Хондурас, Чили, Южна Джорджия и Южни Сандвичеви острови и Ямайка.